# Peter Timm
Peter Timm (né le 28 septembre 1950 à Berlin-Est) est un réalisateur et scénariste allemand.

## Biographie
Né à Berlin-Est en 1950, Peter Timm termine des études de russe et d'histoire à l'Université Humboldt de Berlin en 1969. Dans le même temps, il suit des cours de théâtre et de réalisation dans sa ville natale. En 1973, il est expulsé de la RDA en raison de sa pensée critique du système, puis  étudie l'allemand et le russe à Berlin-Ouest. En 1976, Timm se rend à Francfort-sur-le-Main et y travaille jusqu'en 1981 en tant qu'auteur, metteur en scène et acteur de cabaret politique au Karl Napps Chaos Theatre et au Theater am Turm. De 1981 à 1984, il a été chargé de cours dans le domaine du rôle / théâtre contemporain à la New Munich Drama School. Il se lance dans la réalisation à partir de 1986, et est récompensé d'un Prix du cinéma bavarois en 1995.

## Filmographie
- 1986: Meier (de)
- 1988: Fifty Fifty
- 1991: Go Trabi Go
- 1991: Manta – Der Film
- 1992: Petites musiques de chambre (Ein Mann für jede Tonart)
- 1994: Einfach nur Liebe
- 1995: Rudy (Rennschwein Rudi Rüssel)
- 1996: Die Putzfraueninsel
- 1996: Zwei Leben hat die Liebe (TV)
- 1997: Dumm gelaufen
- 1999: Millennium Love – Ich habe dich nie vergessen (TV)
- 2001: Der Zimmerspringbrunnen (de)
- 2002: Familie XXL (TV)
- 2004: Mein Bruder ist ein Hund (de)
- 2006: Rudy 2 (Rennschwein Rudi Rüssel 2 – Rudi rennt wieder!)
- 2009: Liebe Mauer (de)
- 2011: Löwenzahn – Das Kinoabenteuer (de)[2]

## Distinction
- 1995 : Prix du cinéma bavarois[3]